# Юшко Денис Павлович
Дени́с Па́влович Юшко́ (31 травня 1998, с. Новобогданівка, Україна — 8 квітня 2021, с. Водяне, Україна) — український військовик, матрос 36-ї окремої бригади морської піхоти.

## Життєпис
Народився 31 травня 1998 року у с. Новобогданівці Миколаївського району Миколаївської області України.
Дуже рано втратив обох батьків, виховувався бабусею, дідусем та дядьком.
Після проходження в 2018—2019 роках строкової військової служби, з кінця 2020 року — проходив військову службу за контрактом матросом військової частини А2802 (36 окрема бригада морської піхоти).
Зустрічався з дівчиною з іншого села. Пізніше вони почали жити разом у Миколаєві, винаймали квартиру. В пари народився син, якого назвали Павлом, на честь батька бійця.
Загинув 8 квітня 2021 року внаслідок смертельного вогнепального кульового поранення від російського снайпера під час ворожого обстрілу позицій ООС поблизу с. Водяним, що на Приазов'ї.
Похований 12 квітня 2021 року в с. Новобогданівці.

## Нагороди та вшанування
- Указом Президента України № 202/2021 від 20 травня 2021 року «за особисту мужність і самовіддані дії, виявлені у захисті державного суверенітету та територіальної цілісності України» — нагороджений орденом «За мужність» III ступеня (посмертно)[3].